# Kloster Hardehausen
Kloster Hardehausen (lateinisch Abbatia Hardehusim) ist eine ehemalige Zisterzienserabtei im Westen des Stadtgebietes von Warburg, etwa 15 km von der Kernstadt Warburg entfernt, im Kreis Höxter in Nordrhein-Westfalen. Hardehausen war im Jahr 1140 die erste Zisterze in Westfalen. Seit 1945 ist in den ehemaligen Klostergebäuden das Jugendhaus des Erzbistums Paderborn und seit 1949 zusätzlich die Katholische Landvolkshochschule „Anton Heinen“ beheimatet.

## Geschichte

### Vorgeschichte
Im Jahre 1009 errichtete Bischof Meinwerk von Paderborn in der Siedlung „Herswithehusen“ ein Bischofsgut. Am 25. Mai 1036 überschrieb er in der Busdorf-Urkunde dem Stift Busdorf in Paderborn zu dessen Ausstattung unter anderem Ländereien mit drei Vorwerken in „Hiriswithuson“ (Hardehausen).

### Gründung
Das Kloster wurde zu Pfingsten, am 28. Mai 1140, durch den Paderborner Bischof Bernhard I. von Oesede gegründet; es war ein Tochterkloster (Filiation) des Klosters Kamp am Niederrhein. Der Name z. Z. der Gründung war Hardenhusium. Das Gebiet befand sich in einem Waldtal, umgeben von Sumpflandschaften; die Tallage ist typisch für die Ansiedlung von zisterziensischen Klöstern. Der erste Abt Daniel kam mit 12 Mönchen aus Kamp. Der Gründungsvertrag wurde am 15. Mai 1155 unterzeichnet, nachdem der Landerwerb mit dem Kloster Corvey, Herzog Heinrich dem Löwen sowie den Grafen von Everstein und von Schoneburg geregelt war, erste Gebäude fertiggestellt und die Ländereien kultiviert wurden.
Mit der Einweihung der Kirche 1165 durch Bischof Evergis wurde der Bau der Klosteranlage abgeschlossen. Gleichzeitig wurde das Kloster zur Abtei erhoben. Die Äbte hatten Sitz und Stimme auf der Prälatenbank des Heiligen Römischen Reiches.
Bischof Hermann II. von Münster reiste im Sommer 1184 nach einem Aufenthalt in Süddeutschland über Paderborn und lernte so das Kloster Hardehausen kennen, aus dem dann die ersten Mönche nach Marienfeld entsandt wurden. Hermann machte auf seinem Rückweg nach Münster Station in der Bauerschaft Wadenhart, wo das Kloster Marienfeld gebaut wurde. Bischof Everhard von Münster forderte im Jahre 1285 zur Unterstützung der Bauten des Klosters Hardehausen auf und erteilte Wohltätern den Erlass („Ablass“) einer Karene, d. h. des vierzigtägigen strengen Fastens als Teil der Kirchenbuße.
In der Klosterkirche wurden sowohl Bischof Bernhard, der Mitgründer des Klosters, als auch Bischof Siegfried, ein Freund der Zisterzienser, auf eigenen Wunsch beigesetzt.
In das Kloster Hardehausen traten vor allem Söhne nichtadeliger Familien ein, die aus dem Paderborner Hochstiftgebiet und teilweise auch den umliegenden Diözesen (Köln, Mainz) stammten, während sich der Konvent im Kloster Corvey hauptsächlich aus Söhnen adliger Familien zusammensetzte.

## Klostergebäude

### Kirche

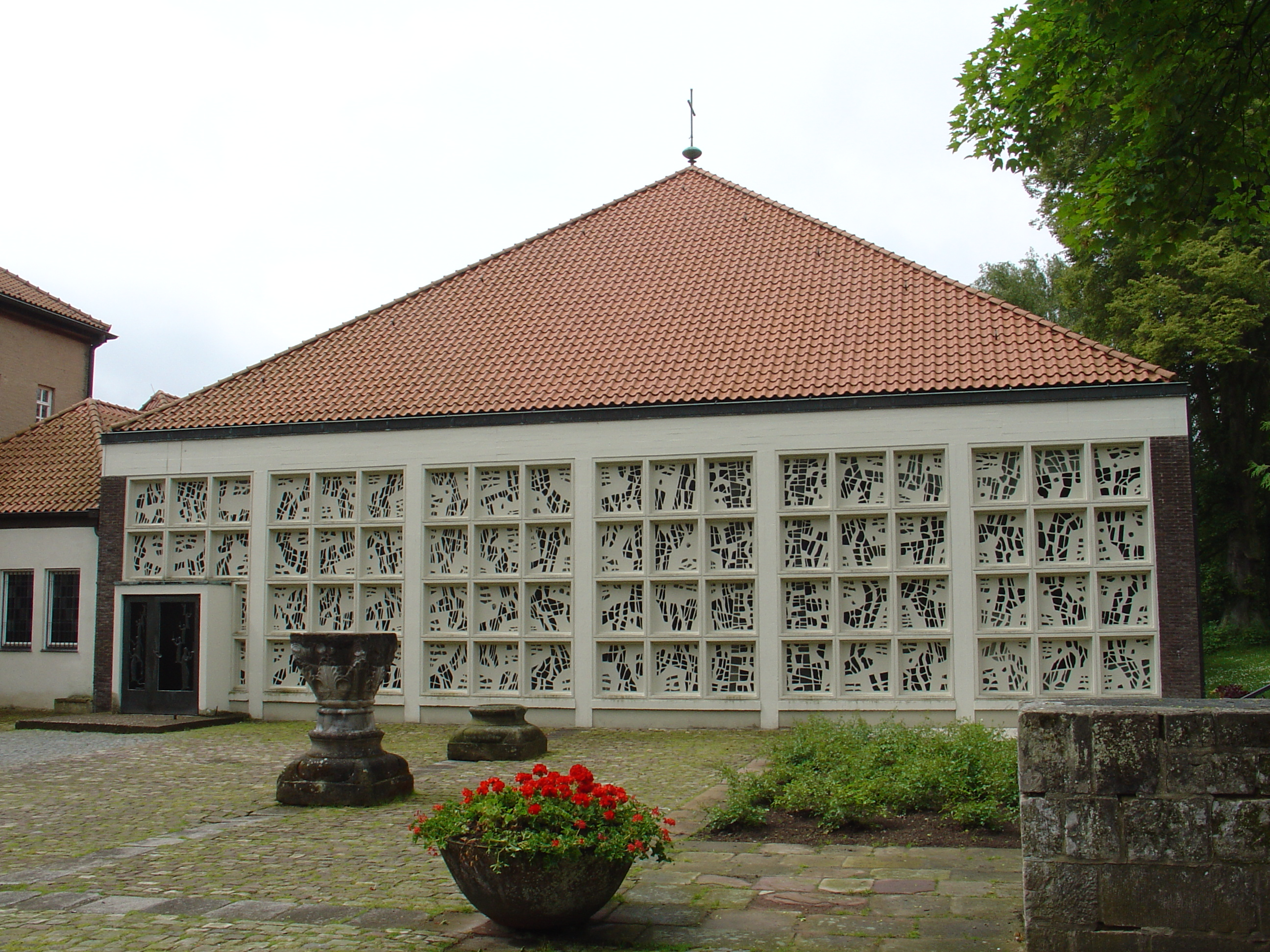
Säulenbasen, Kopie eines Kapitells und Mauerrest der 1812 abgerissenen Klosterkirche vor der heutigen

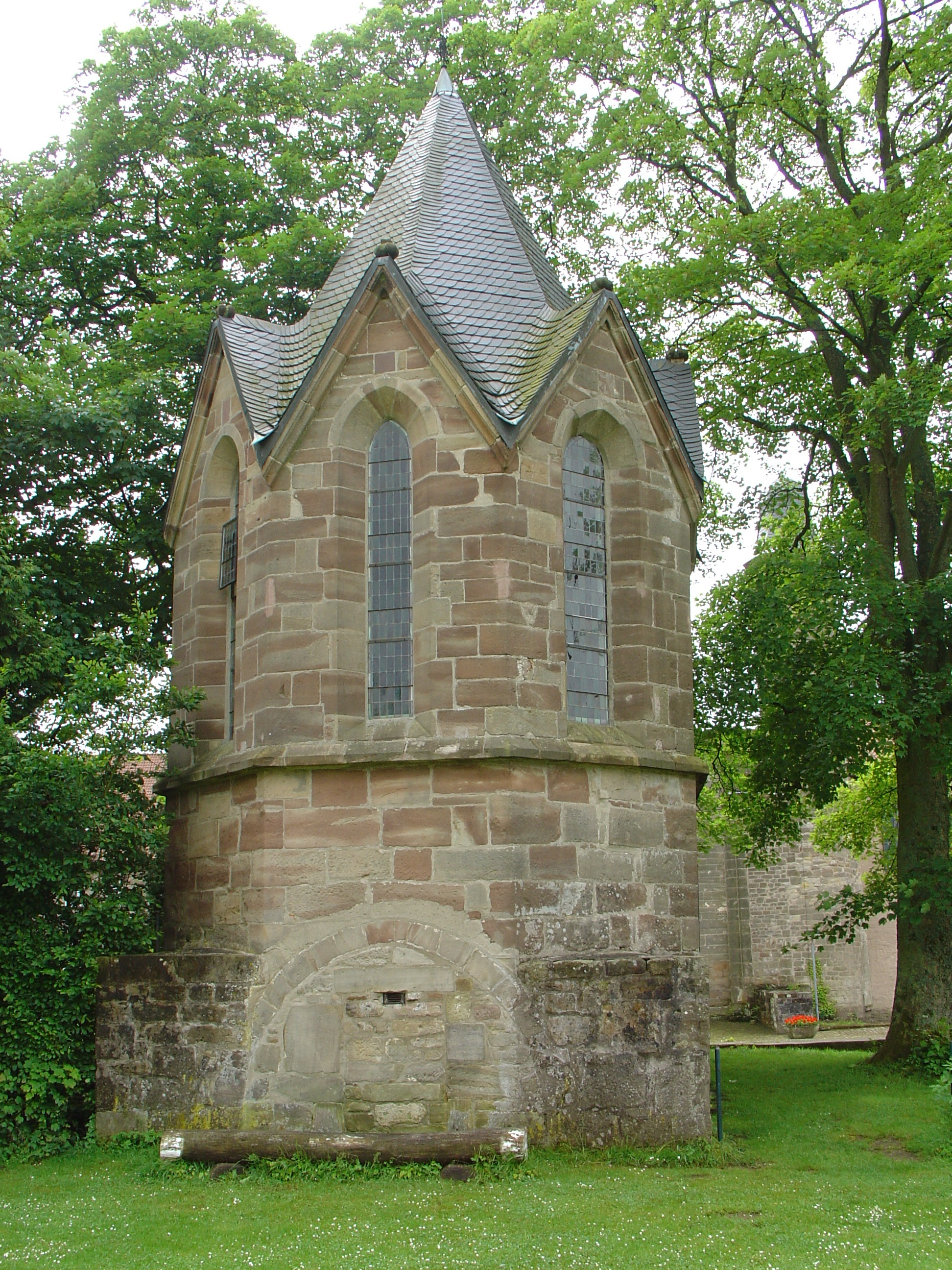
Oktogonale Totenkapelle, auch Beinhaus, Anfang 13. Jh.

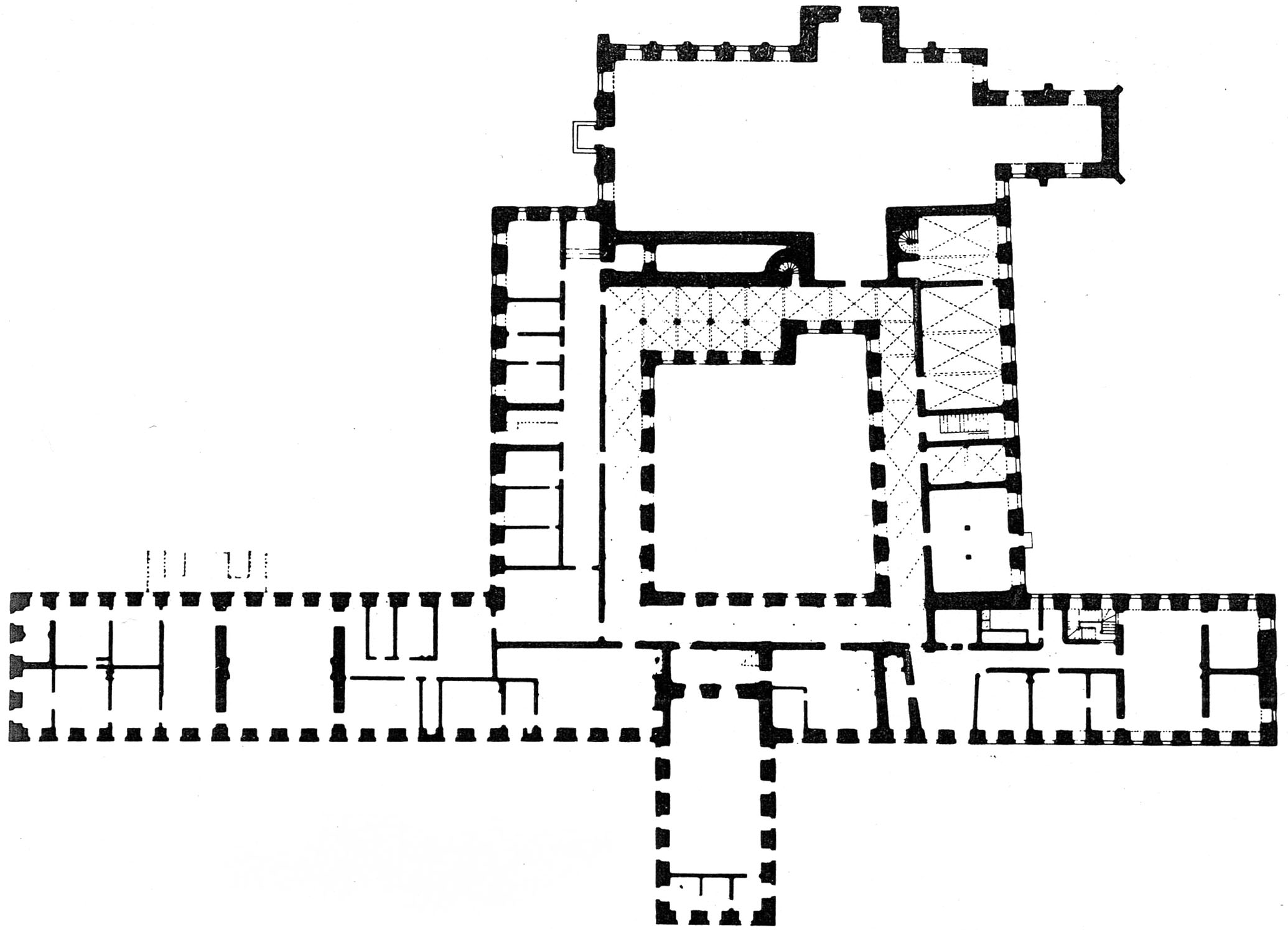
Ehemaliger Grundriss von Kirche und Konventgebäuden

Die Klosterkirche war innerhalb der zisterziensischen Ordensbaukunst die einzige Kirche vollkommener hirsauischer Planbildung. Die kreuzförmige und zumindest im Mittelschiff flachgedeckte Säulenbasilika besaß einen dreifachen apsidialen Schluss sowie zwei Nebenapsiden am Querhaus. Vier Basen der attischen Form sowie ein korinthisches Kapitell sind erhalten. Die Katharinenkapelle ante portas (1261) ließ der Abt 1764 niederreißen. Der Hochaltar ist St. Maria Virgo Gloriosa (1160/1650) und die Nebenaltäre sind St. Peter und Paul (1185/1665), Johannes Baptist (1356/1656), St. Nikolaus (1656), der Dreifaltigkeit (1656) und den Heiligen Agnes und Lucia (1659) geweiht. Die Hauptkirche hatte nur einen Dachreiter und keinen Kirchturm. Die Kirche zählte zu den bedeutendsten Baudenkmälern der Weserromanik. Ein vollständig erhaltenes Palmettenringband-Kapitell der ehemaligen Säulenbasilika wird im Dehio-Handbuch Nordwestdeutschland von 1912 als vollendet schöne Arbeit hervorgehoben. Die Stefanuskapelle im Ostflügel war die Spiegel´sche Familiengruft. Im Nordchor wurden die oben genannten Paderborner Bischöfe beigesetzt. Das älteste erhaltene Gebäude des Klosters ist die oktogonale Totenkapelle, wohl auch Ossuarium (Beinhaus), ein frühgotischer Bau vom Anfang des 13. Jahrhunderts. und die Marienkapelle im Hospital. Die Kirche wurde 1812 abgerissen. Der westliche Teil ihres Langhauses ist mit der heutigen Kirche überbaut. Vier Säulenbasen und Reste der Außenmauern von Chor und Querhaus wurden in die Gestaltung des Vorplatzes nordöstlich der Klausur einbezogen. Ein Gewölbeabschlussstein im östlichen Kreuzgang stellt das Drei-Hasen-Symbol dar.

### Konventgebäude

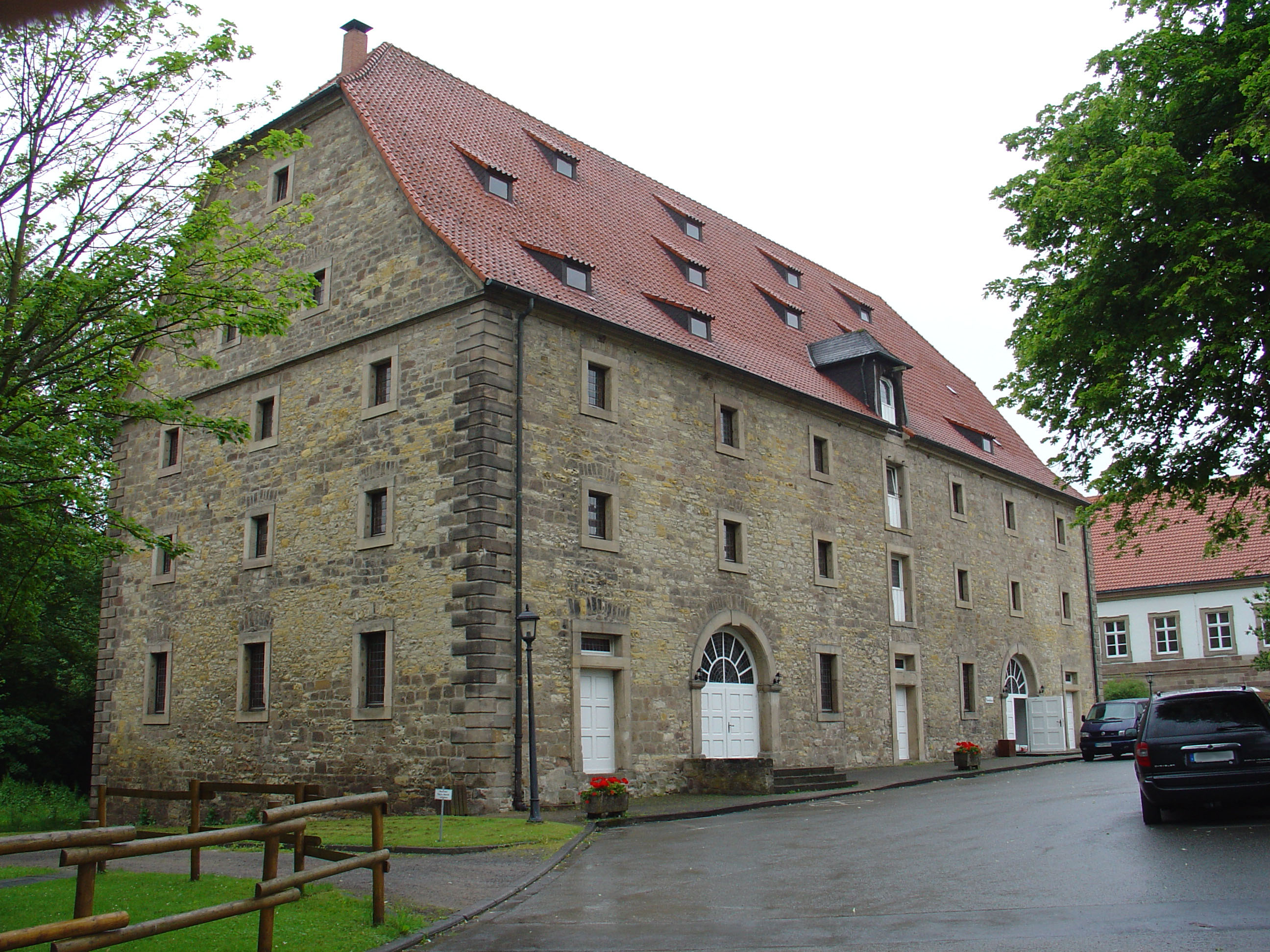
Kornspeicher

Das ehemalige Konventgebäude lag in einem Klosterbezirk mit einer Fläche von 72 Morgen, welcher von einer Ringmauer umschlossen war. Das Gebäude bildete ein zweigeschossiges Quadrum mit östlich verlängertem Südflügel, welchen der Abt mit gotischen Bauteilen erneuern ließ. Im Westflügel war der Konversenbau. Dieser wurde später ebenso wie das Refektorium abgebrochen. Im nördlichen, teils zweischiffigen Kreuzgang befinden sich reich profilierte Sockel aus der Gründungsphase. Die Wirtschaftsgebäude gruppieren sich um einen axial von Süd-Ost nach Nord-West gerichteten Hof mit Kornspeicher (1723), Scheune (1740), Klosterkrug (18. Jh.) und weitere Scheunen sowie den barocken Prälatengarten mit Orangerie (heute Prälaten- bzw. Gartenhaus genannt).

## Klosterleben

### Geistliches Leben
Am zweiten Bitttag vor Christi Himmelfahrt kamen die Gläubigen zur großen Prozession des Warburger Landes zum Kloster. Die Bewohner der Klosterdörfer (Scherfede, Rimbeck, Bonenburg und Nörde, die sogenannten Amtsdörfer des Klosters) wallfahrten am Sonntag nach Maria Heimsuchung mit dem Abt und Konvent nach Kleinenberg. Die Mönche zelebrierten die große Vinzenz-Wallfahrt in Scherfede. Mönche aus Hardehausen feierten die Messen in den Klosterdörfern und stellten die Pröpste in benachbarten Frauenklöstern.

### Arbeit, Landwirtschaft und Grunderwerb

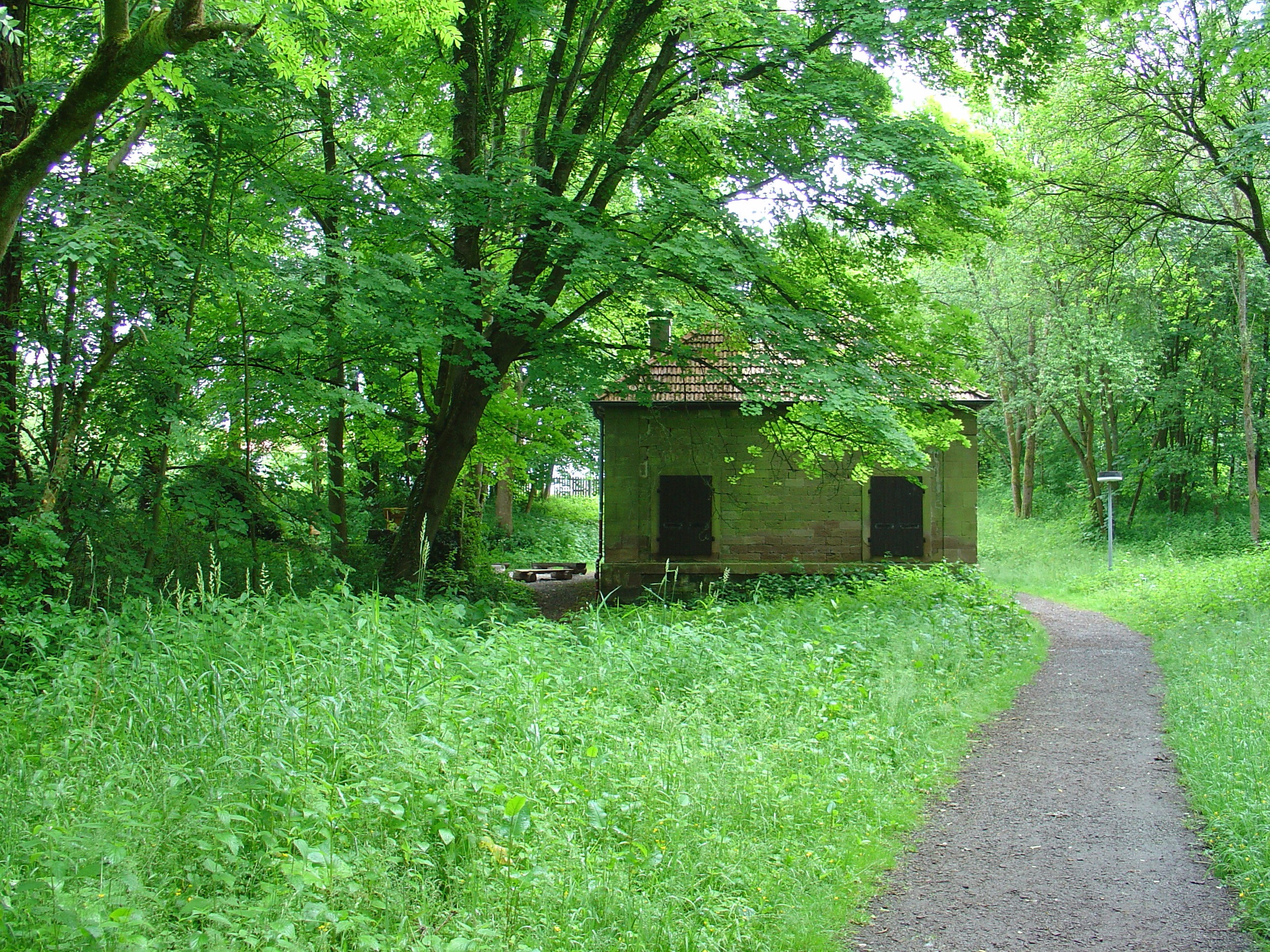
Ehemalige Ölmühle

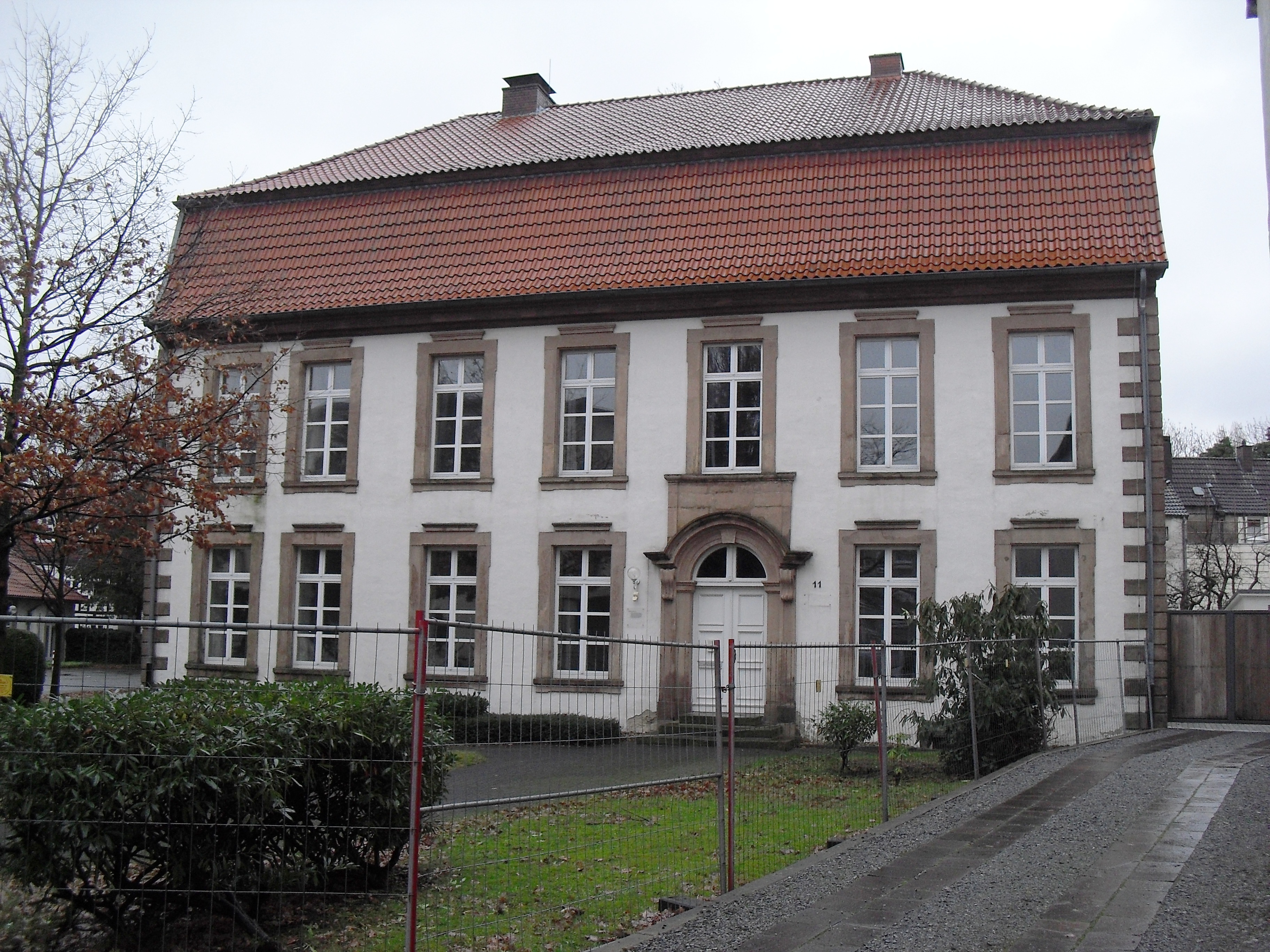
Hardehausener Hof in Paderborn

Der Haupteinnahmequelle des Klosters war anfänglich die Arbeit in der Landwirtschaft und die Weiterverarbeitung von landwirtschaftlichen Produkten. Ab dem 14. Jahrhundert wurden Teile der Ländereien verpachtet, da nicht ausreichend Arbeitskräfte dem Kloster zur Verfügung standen.
Der Ländereibesitz erstreckte sich von Salzkotten bis Kassel (Ost-West-Richtung) und von Brakel bis Fritzlar (Nord-Süd-Richtung). Hinzu kamen zeitweilig das Weingut Kessenich (bei Bonn) sowie Amt und Pfarrei Lüchtigen (bei Osnabrück).
Das Kloster wurde im Jahre 1140 mit dem bischöflichen Tafelbesitz ausgestattet. Im Jahr 1233 besaß das Kloster etwa 7,5 Hektar Land und eine Zehntscheune in Scherfede. Sukzessive wurden die Liegenschaften des Klosters erweitert. Der Besitz der Grafen Everstein fiel, nachdem deren Mannesstamm erlosch, teilweise an das Kloster. Der Landbesitz des Klosters wurde erheblich (der Gesamtbesitz umfasste 16.000 Morgen, allein der Waldbesitz umfasste 7500 Morgen) vergrößert durch Zukäufe und Schenkungen. Das Kloster war 200 Jahre nach der Gründung der größte geistliche Grundbesitzer im Fürstentum Paderborn. Es besaß Grundbesitz in den meisten benachbarten Ortschaften bzw. im Warburger Land und übte die Grundherrschaft und die Gerichtsbarkeit über mehrere Orte aus. Als Verwaltungseinrichtungen wurden eigens Ämter eingerichtet. Im Kloster lebten in der Blütezeit 450 Graue Mönche und Konversen. Die Mönche betrieben 9 Fischteiche und hatten Fischereirechte in der Diemel von Billinghausen bis Ossendorf. Ein wesentlicher Teil der Landwirtschaft machte der Gemüse- und Obstanbau aus. Die Apfelsorte der Hardehäuser Klosterapfel wurde dort gezüchtet. Fisch, Gemüse und Obst waren die Hauptspeisen der Mönche. Ferner betrieb man eine Schweinezucht und eine Schweinemast ebenso, wie eine umfangreiche Schafzucht zur Produktion von Wolle. Es gab auch eine Imkerei. Zudem baute das Kloster eine Grangie in Rozedehusen (heute eine Wüstung). Kloster Hardehausen war 200 Jahre nach seiner Gründung der größte landwirtschaftliche Betrieb und mit seinen handwerklichen Werkstätten eine Wirtschaftsmacht im Hochstift.
Das Kloster besaß zwischenzeitlich die Pfarrkirche und das Amt in Lüchtigen (im Hochstift Osnabrück), die im Jahre 855 vom Kloster Corvey inkorporiert und 1247 und 1251 an das Kloster Hardehausen ebenso wie das Weingut in Kessenich verkauft wurde. Mit dem Kauf half Hardehausen dem Kloster Corvey in einer finanziell schwierigen Zeit. Hardehausen übergab die Rechte am Amt und an der Pfarrkirche im Jahre 1275 im Tausch an den Bischof von Osnabrück.
Das Kloster besaß Mönchshöfe bzw. Klosterhöfe (Stadthäuser) in Paderborn (ab 1160), Salzkotten (1160), Fritzlar (1207), Warburg (Mönchehof in der Sternstraße 27) (1258), Wolfhagen (1259), Hofgeismar (1287), Volkmarsen (1286), Brakel (1291), Kassel (1298), Blankenrode (1301), Marsberg (1302), Nieheim (1322), Hameln (1347), Höxter (1351), Grebenstein (1330/53), Borgentreich (1405), Peckelsheim (1408), Nieheim (1455) und Köln (?).
In Marienrode (Homburg) und Mönchehof bei Kassel wurden Hofverbände (Grangien) angelegt. In Hardehausen gab es eine Schuhmacherei, Weberei, Getreidemühle, Ölmühle, zudem besaß das Kloster mehrere Mühlen entlang der Diemel und in Fritzlar (1281) sowie in Borgentreich (1293).

### Klosterkultur
Für die Jahre 1180 bis 1182 ist wertvolle Schreibtätigkeit im Skriptorium nachgewiesen. Eine Handschrift, der Computus emendatus des Paderborner Magisters Reihner zur Kalendarberechnung, befand sich noch 1715 in der Klosterbibliothek. Abt Overgaer war ein guter Latinist und Pater Schwarte verfasste 1423 eine Chronik von Ottbergen. Auf dem Gebiet der Baukunst wurde auch Besonderes geleistet, s. Abschnitt Kirche. Der Abt Heinrich schenkte nach 1749 dem hessischen Landgrafen Friedrich II. anlässlich dessen Konversion zum katholischen Glauben das Hardehausener Evangeliar (um 1160–1170) aus dem Kloster Helmarshausen.
Die theologische und philosophische Ausbildung der Priestermönche erfolgte durch eigene Lektoren im Kloster und seit dem 15. Jahrhundert an Universitäten wie etwa an der Universität Erfurt. Ab 1642 studierten 50 Professen an der Universität Paderborn. Das Kloster sorgte auch für den Dienst und den Unterhalt des Lehrers und Organisten in Scherfede (1674).

### Tochterklöster und Geistliche Aufsicht
In den Jahren 1185–1243 wurden von Hardehausen aus drei Tochterklöster gegründet: 1185 das Kloster Marienfeld im Münsterland, 1196 das Kloster Bredelar bei Marsberg und 1243 das Kloster Scharnebeck in Marienfliess bei Lüneburg. Zudem wurde das 1293 von Hardehausen erworbene und in den Folgejahren geleerte Nonnenkloster Walshausen im Jahre 1320 mit einem neuen männlichen Konvent besetzt. Hardehausen oblag auch die Aufsicht über die zisterziensischen Frauenklöster Brenkhausen und Wormeln.
Die Mönche waren als Seelsorger in den Klosterdörfern tätig, in denen Filialkirchen der Pfarrei Scherfede standen. Sie stellten auch die Pröpste in den Frauenklöstern. Das Kloster besaß das Präsentationsrecht für die Pfarrei Scherfede.

### Reformation
Die Reformation traf sowohl den Hardehausener Konvent selbst, aber auch die Tochterklöster und Schwesterklöster. Die Wahl des 41. Abtes zeigte, dass es zwei Gruppen, die katholische und die protestantische Fraktion, im Konvent gab. Abt Martin, ein bekennender Katholik, konnte sich aber mehrheitlich gegenüber dem protestantischen Kandidaten durchsetzen.
Hardehausen wurde vom Generalkonvent beauftragt, den reformatorischen Bestrebungen in den Konventen der Tochterklöster durch Visitationen Einhalt zu gebieten. Der Abt aus Hardehausen ließ eine Visitation im Tochterkloster Scharnebeck durchführen und versuchte, den Klosterkonvent für die katholische Kirche wiederzugewinnen. Einer seiner Nachfolger musste auch im Kloster Loccum, ein Tochterkloster des Schwesterklosters Volkenrode, vermitteln, welches kurze Zeit (1630–1634) wieder katholisch wurde. Scharnebeck wurde 1531 aufgelöst, nachdem der Abt resignierte. Auch im Kloster Amelungsborn haben die Hardehausener vermittelt.

### Zerstörung im Dreißigjährigen Krieg
Im Dreißigjährigen Krieg (1618–1648) wurde das Kloster geplündert und zerstört. Es erhielt beim Wiederaufbau unter Führung der Äbte Stephan Overgaer und Laurentius Kremper in den Jahren 1680 bis 1750 seine heutige Form.

## Rechtstatuten des Klosters
Das Kloster Hardehausen war von Anbeginn befreit von jeder Vogtei. Beim Landerwerb des Klosters gelang es ihm zumeist, die Vogtfreiheit auch auf die neu erworbenen Ländereien auszudehnen. Ferner waren die Stadthäuser des Klosters und deren klösterliche Bewohner sowie der Umsatz von Waren von den Abgaben und Pflichten (z. B. nächtlicher Wachdienst) (exemt) befreit, sofern sie nicht eine bestimmte Größe überschritten. Das Kloster benutzte, entgegen der Ordensregeln, den Wachszins, um Bewohner der umliegenden Dörfer unter seinen Schutz zu stellen. Die Wachszinsigen waren verpflichtet, jedes Jahr ein Kilogramm Wachs und im Todesfall den Besthaupt dem Kloster abzuliefern. Dafür wurden sie von weltlichen Verpflichtungen (Militärdienst, Steuerabgaben) befreit. Die Bewohner der Nachbarorte bevorzugten die Wachszinshörigkeit. Ab dem 14. Jahrhundert erlangte das Kloster auch die Patrimonialgerichtsbarkeit über die umliegenden Klosterdörfer.

### Bedeutung des Klosters
Das Kloster Hardehausen war die erste Klostergründung der Zisterzienser in Westfalen. Die westfälischen Zisterzienserklöster erwarben hauptsächlich durch Tausch und Erwerb ihren Grundbesitz und nicht durch Arrondierung und Erbschaften der Mönche. Ein Teil des Grunderwerbs entstand dadurch, dass das Kloster Darlehen vergab und die Schuldner ihren Besitz dem Kloster verpfändeten. Das Kloster Hardehausen wurde eine der wichtigsten Wirtschaftskräfte in der Region Warburg sowie der größte geistliche Grundbesitzer im Hochstift Paderborn. Die Aktivitäten der Mönche prägten die landwirtschaftliche Entwicklung der Region und trugen zu ihrer überregionalen Bekanntheit bei. Die Äbte spielten eine große Rolle bei der Grenzvereinbarung mit der Grafschaft Waldeck. Das Kloster besaß auch ein Hospital und fungierte auch als eine Sozialeinrichtung, bei der Bedürftige Brot bekamen.

## Säkularisation

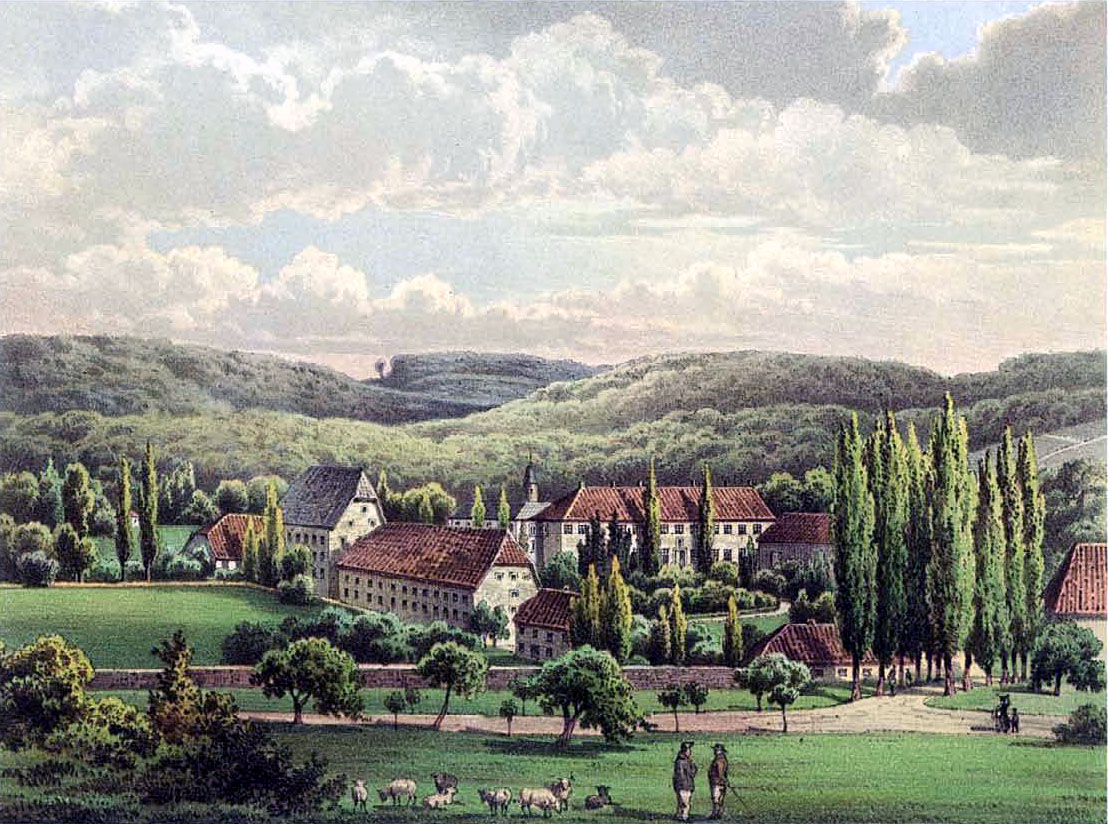
Farblithographie des Klosters Hardehausen aus der Sammlung Duncker nach seinem Ausbau zum preußischen Herrensitz durch Franz von Merfeld in der Mitte des 19. Jahrhunderts

Am 29. Januar 1803 wurde das Kloster im Zuge der Säkularisation von den Franzosen aufgelöst, Abt Petrus von Gruben und 25 Mönche mussten das Kloster verlassen. Der Abt bekam eine jährliche Pension von 1500, die Konventualen von je 300 Reichstalern.
Der französische General François-Etienne Kellermann (1770–1835) erhielt Hardehausen als Schenkung. Die Kirche wurde 1812 abgerissen, das Inventar verkauft oder versteigert. Die Ländereien wurden als Staatsdomäne verpachtet. Als das Gebiet im Jahre 1815 zu Preußen kam, fiel der Forst an den Staat. Die Gebäude erwarb Graf Franz von Merfeld, der die verwahrlosten Bauten mit erheblichem Aufwand in ein stattliches Schloss umbaute. Nach seinem Tod entstand ein Erbstreit, in dessen Folge der langjährige Domänenverwalter Bang das Gebäude im Jahre 1852 von den Merfeldschen Erben für 170.000 Taler kaufte. Danach erwarb es die Grafenfamilie Wydenbruck, die damit auch das zur Domäne gehörende Gut Bonenburg, das ihre Vorfahren Otto und Adolph Wydenbruck schon 1187 als freies Prädium der Abtei erworben hatten, wieder in ihren Familienbesitz bekamen.

### Königliche Erziehungsanstalt
Ab 1902 wurden die Gebäude als Königlich Preußische Erziehungsanstalt genutzt. Diese Anstalt wurde in ganz Deutschland bekannt für die Umsetzung von zu der Zeit „revolutionären pädagogischen Ideen“.

### Wiederbesiedlung des Klosters
Durch Vermittlung des Grafen Stolberg und des Paderborner Dompropstes Linneborn erfolgte eine erneute Besiedlung durch die Zisterzienser; 1927 bezog Prior Alfons Heun zusammen mit Mönchen aus der Abtei Marienstatt im Westerwald wieder einen Teil der Klostergebäude. Papst Pius XI. erhob im Jahre 1931 Hardehausen wieder zur Abtei. 1933 wurde der Prior zum Abt gewählt. Der Konvent musste jedoch 1938 nach einer Auflösungsanordnung des NS-Regimes und aufgrund wirtschaftlicher Schwierigkeiten das Kloster verlassen und zog nach Magdeburg-Neustadt, wo er eine Pfarrei betreute. Abt Alfons Heun ging 1939 nach Brasilien. Der übrige Konvent folgte im Jahre 1941 nach Itatinga in Brasilien, wo die Mönche das neue Kloster Hardehausen-Itatinga bauten. Als Abt wurde wieder Alfons Heun gewählt. Die kanonischen Rechte von Hardehausen wurden an das neue Kloster übertragen, dass damit kirchenrechtlich als ältestes Kloster Brasiliens gilt.
Noch im selben Jahr wurde die Klosteranlage an die Kasseler Firma Henschel verkauft. Von ihr erwarb sie der Verein für katholische Arbeiterkolonien und richtete eine Trinkerheilanstalt ein. 1944 wurde die Nationalpolitische Erziehungsanstalt (Napola) Bensberg nach Hardehausen verlegt. Während dieser Zeit musste ein Außenkommando des Konzentrationslagers Buchenwald, bestehend aus etwa 30 Häftlingen, in Hardehausen Zwangsarbeit verrichten.
Nach dem Ende des Zweiten Weltkrieges wurde das Kloster im Mai 1945 von den Amerikanern beschlagnahmt. Erzbischof Jaeger konnte jedoch Zerstörungen und Plünderungen durch die Armee verhindern.

### Nutzung als Jugendhaus und Landvolkshochschule
Der Diözesanjugendseelsorger Augustinus Reineke richtete 1945 ein Zentrum für die Jugendarbeit im Erzbistum Paderborn ein. Im Sommer des Jahres begannen die ersten Kurse. Gleichzeitig zogen Vinzentinerinnen nach Hardehausen. 1949 wurde zusätzlich die nach dem Priester und Erwachsenenpädagogen Anton Heinen benannte „Katholische Landvolkshochschule Anton Heinen“ eingerichtet. Für beide Einrichtungen wurde 1965/66 eine neue Kirche erbaut. In den folgenden Jahren erfolgte der Umbau der übrigen Gebäude zu Tagungs- und Freizeitstätten für die beiden Einrichtungen.
1947 wurde im Jugendhaus Hardehausen der Bund der Deutschen Katholischen Jugend gegründet, der Dachverband der katholischen Jugendverbände in Deutschland. Seit 1977 befindet sich dort auch die Dokumentationsstelle für kirchliche Jugendarbeit/BDKJ, welche Dokumente aus der Geschichte der katholischen Jugendarbeit in Deutschland seit Ende des 19./Beginn des 20. Jahrhunderts besitzt. Seit 1991 lernen Kinder und Jugendliche auf dem „Jugendbauernhof“ ökologisches Handeln und Denken. 1992 wurde die ehemalige Mühle, die später zum Wohnhaus des Rektors umgebaut wurde, zum Treffpunkt und Jugendcafé umgebaut. Ein Buchladen und ein „Eine-Welt-Laden“ sind ebenfalls integriert.

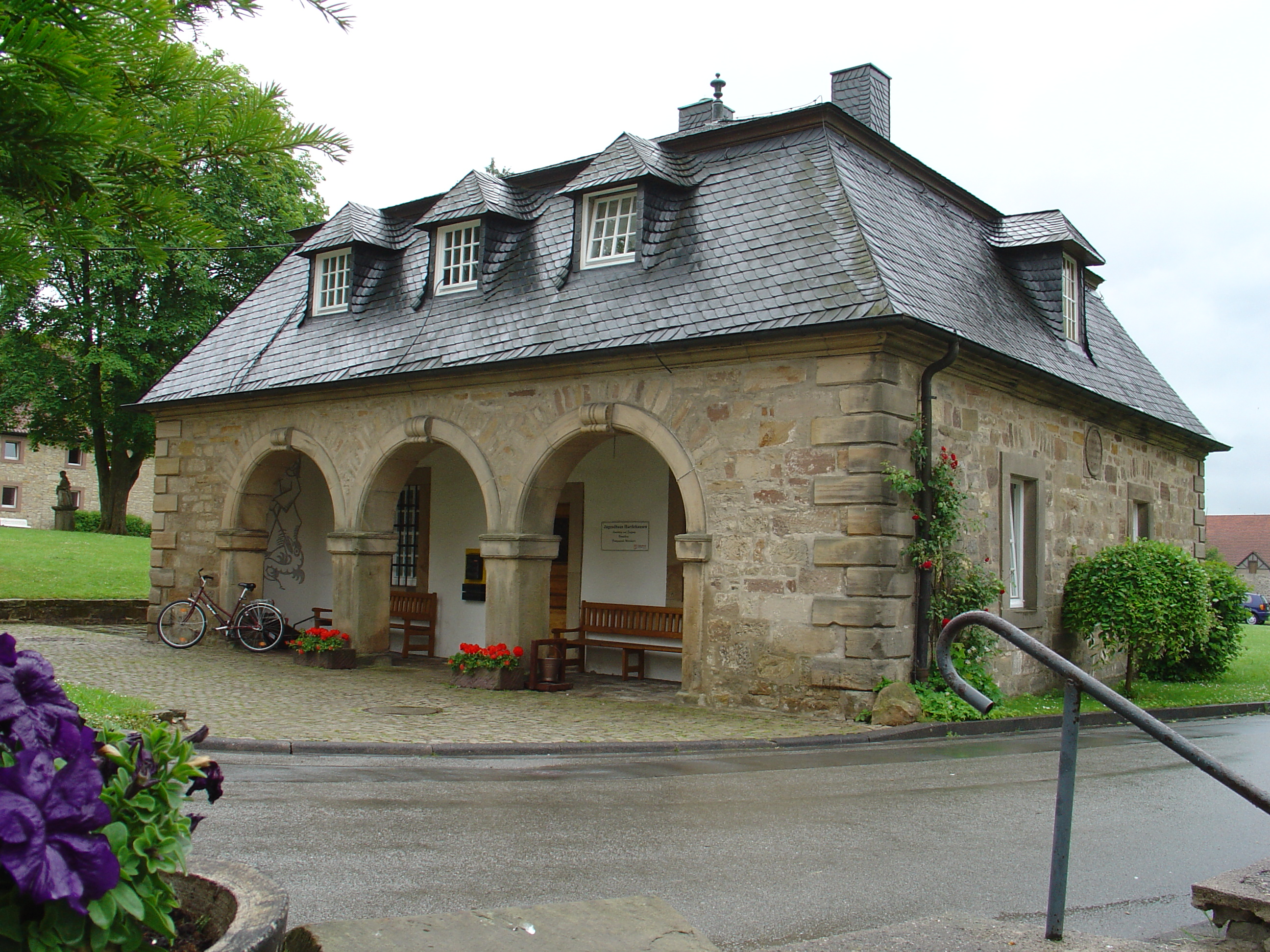
Das ehemalige Rektorenhaus in der früheren Mühle beherbergt heute den Jugendtreff
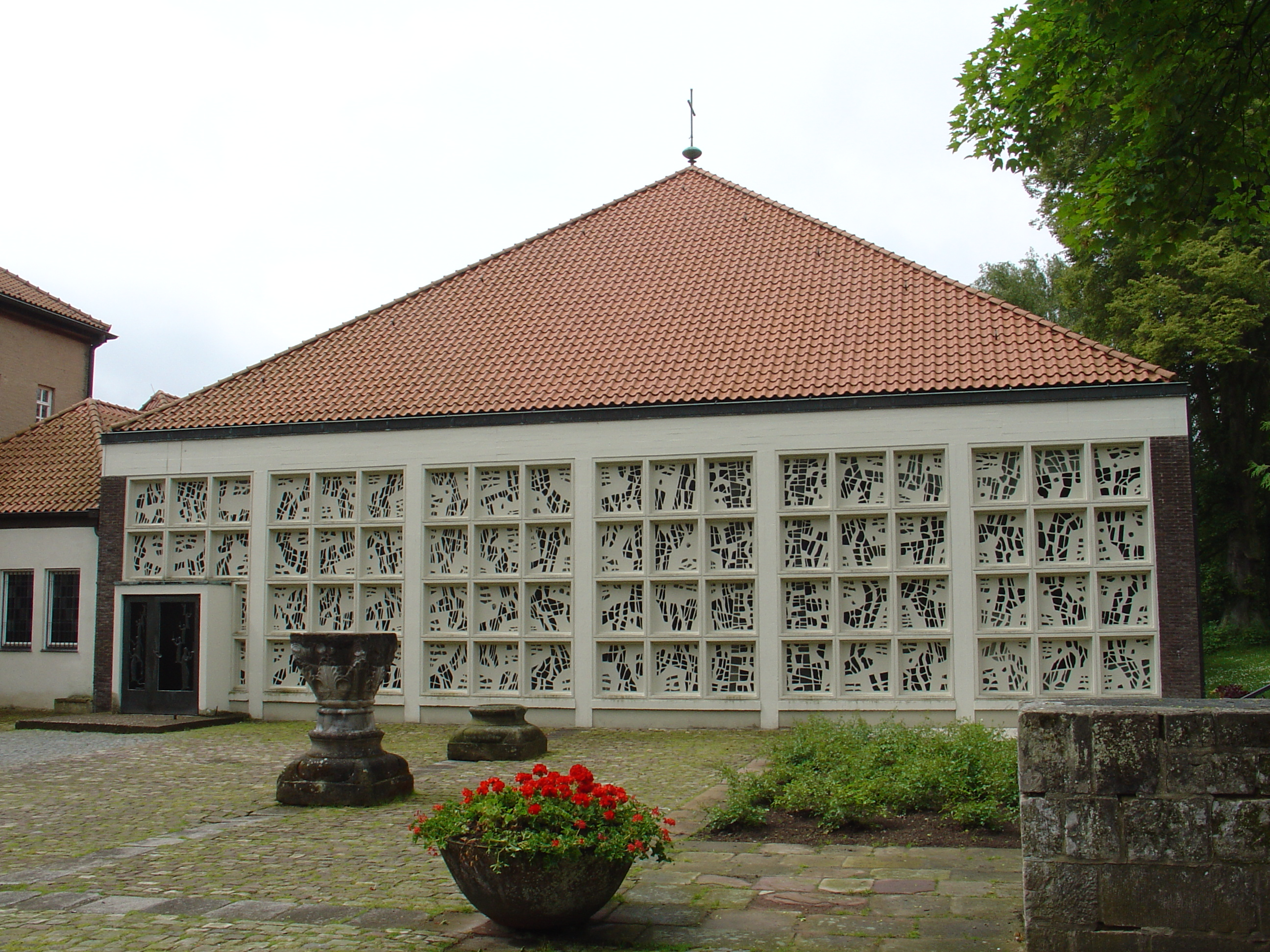
Die 1965/66 neu errichtete Kirche
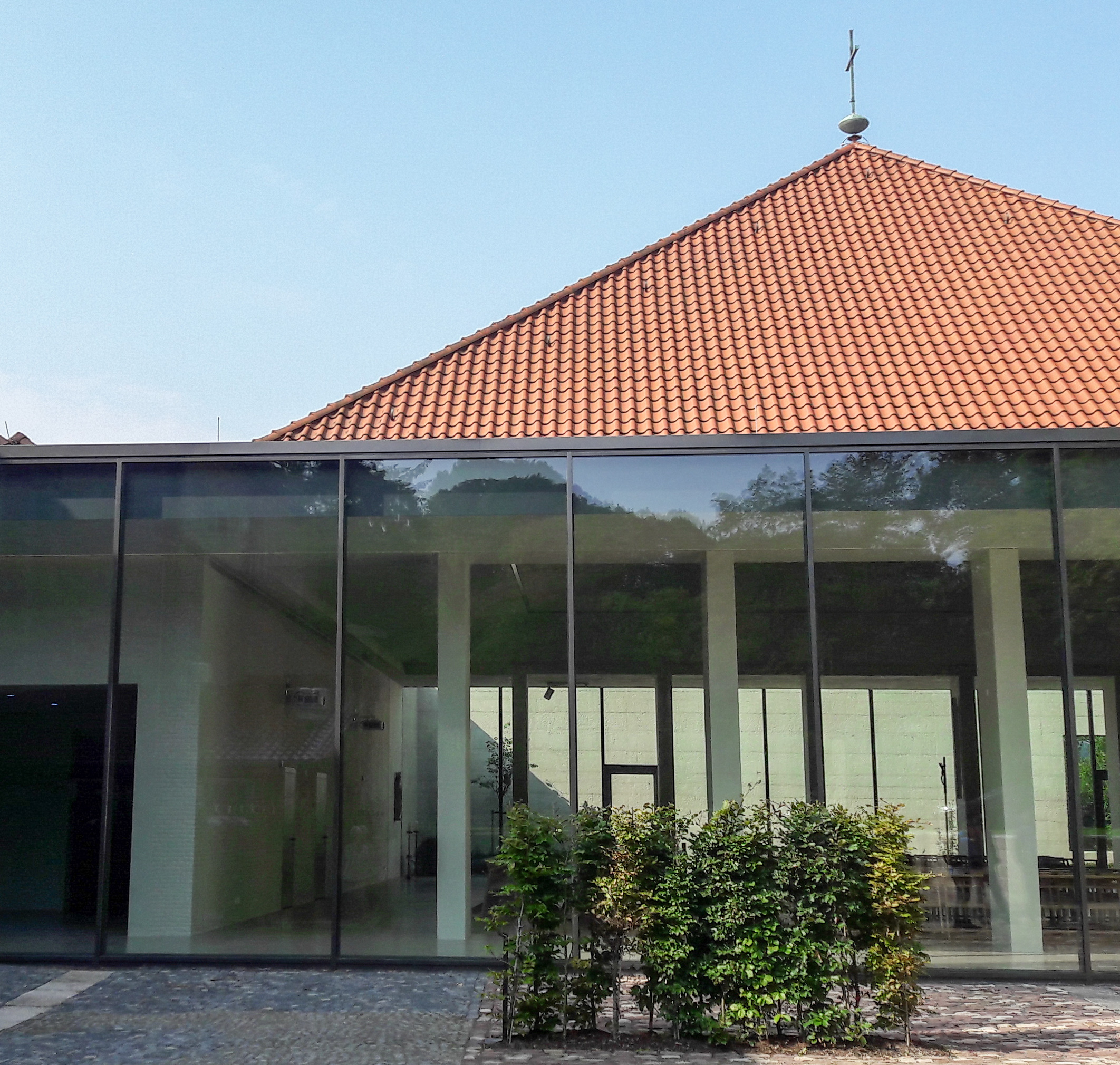
Kirche nach Umbau 2015–2017

1996 baute das Jugendhaus im bosnischen Dorf Vidovice Häuser und einen Kindergarten wieder auf. Seit dem Sommer 2000 fand bis 2008 jährlich ein Jugendcamp in Sarajevo statt. 2003, 2010 und 2011 wurden die Gästehäuser, die nach den Äbten Stephan und Daniel sowie dem Ordensheiligen Bernhard von Clairvaux benannt sind, umfassend renoviert. 2004/05 folgte die Renovierung des Haupthauses. Die Vinzentinerinnen hatten bis 2005 eine Oberin, danach gab es noch zwei Schwestern. Im Jahre 2008 verließen die letzten Vinzentinerinnen das Kloster Hardehausen. Seit 2009 besteht wieder ein kleiner Konvent von Franziskanerinnen, die auch ein Mitleben und geistliche Begleitung anbieten.
Zwischen 2015 und 2017 wurde die Kirche umgebaut und am 5. Februar 2017 eingeweiht.

## Bestände
Im Staatsarchiv Münster befinden sich als Archivbestände des Klosters die Urkunden von 1130 bis 1796 und Akten von 1399 bis 1802. Von den Bibliotheksbeständen blieb nach der Säkularisation kaum etwas übrig. Teile der Klosterbibliothek wurden 1718 an den Herzog von Wolfenbüttel verkauft und befinden sich heute in der Herzog August Bibliothek.

## Liste der Äbte

Heinrich Ludolf Spancken

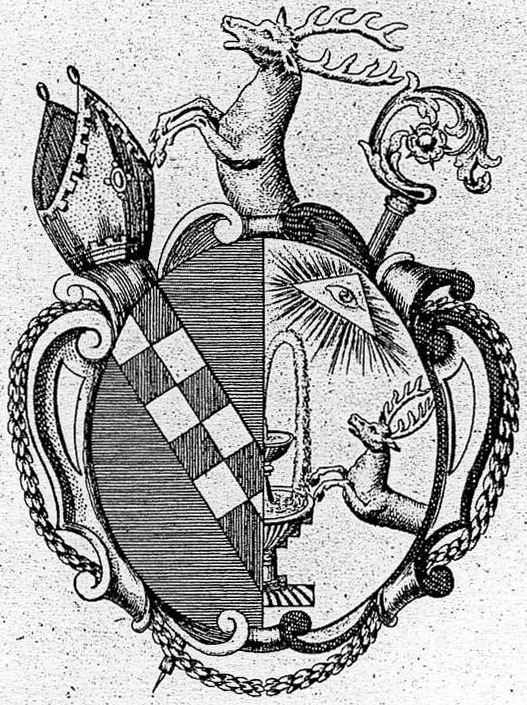
Wappen eines der letzten Äbte

### Bis zur Säkularisation
1. Daniel (1140–1155), Gründungsabt
2. Albert (1155–1160)
3. Siegfried (1160/1165–11??)
4. Richard (um 1172)
5. Johannes (1173–1185)
6. Nikolaus (1185–1204)
7. Johannes II. (um 1212)
8. Albert (1214–1229)
9. Gottfried von Merenberg (1232–1249)
10. Gerhard (1250–1258)
11. Johannes III. (1262–1275)
12. Rudolf (1277–1279)
13. Hermann (1281–1283)
14. Robertus (um 1284)
15. Hermann (?)
16. Friedrich de Hersideshusen (1287)
17. Rudolf II. (1287–1292)
18. Johannes IV. (1292–1314)
19. Reinher (131?)
20. Jakob (1322–1327)
21. Andreas (1331)
22. Berthold (1336)
23. Heinrich (1343–1349)
24. Konrad (1352–1354)
25. Tylemann (1356–1368)
26. Ludwig von Benvilte (1373–1396)
27. Hermann II. (1399–1431)
28. Albert II. von Geismar (143?–1437)
29. Hunold (1437–1448)
30. Wilhelm (1448–1454)
31. Ludwig II. (1455–1456)
32. Johannes Münichen (1456–1459) aus Hannoversch Münden
33. Wilhelm II. (1459–1472)
34. Hermann II. (1472–1497)
35. Bartholomäus (1499–1504)
36. Johannes V. (1505–1506)
37. Konrad II. (1506)
38. Johannes VI. (1510–1519)
39. Konrad III. (1519–1529)
40. Johannes VII. (1530–1544)
41. Martin Thonemann (1544–1567) aus Warburg
42. Johannes (VIII.) Focken (1567–1573) aus Warburg
43. Johannes Prinz (1573–1595)
44. Antonius Jäger (1595–1599) aus Volkmarsen
45. Jakob Luchtgenbach (1600–1635) aus Peckelsheim
46. Johannes X. Scherenbeck (1635–1657) aus Werl[20]
47. Vinzenz Weimers (1657–1675) aus Westheim
48. Stephan Overgaer (1675–1713) aus Beckum
49. Laurentius Kremper (1713–1730) aus Borgholz
50. Heinrich Ludolf Spancken (1730–1736) aus Neuenbeken
51. Antonius II. Bönig (1736–1749) aus Neuenbeken
52. Heinrich (Johannes Conrad Bruns) (1749–1764) aus Natzungen
53. Bernhard Wescher (1764–1786) aus Neuenheerse
54. Heinrich Braun (1786–1802) aus Rulkirchen (Bistum Mainz)
55. Bernhard II. Becker (1802) aus Hoppecke
56. Petrus von Gruben (1802–1803)

Die Liste der Äbte ist der Stand der derzeitigen Forschungen.
Nach dem Drei-Äbte-Jahr wurde das Kloster säkularisiert. Jeder Abt hatte sein eigenes Wappen. Auf der rechten Seite befindet sich jeweils der Zisterzienserbalken, das Wappen Bernhards von Clairvaux, und auf der linken Seite das individuelle Wappen des einzelnen Abtes, hier abgebildet ein Hirsch, der zu einem Brunnen springt.

### Wiedergründung (1927–1938)
- Alfons Heun (1933–1938)[23]

## Liste der Rektoren der Katholischen Landvolkshochschule Anton Heinen
- Johannes Knauer (1949–1951)
- Prälat Clemens Brüggemann (1951–1962)
- Msgr. Wilhelm Kuhne (1962–1992)
- Msgr. Konrad Schmidt (1992–2011)
- Pfarrer Dirk Gresch (2011–2013)
- Msgr. Uwe Wischkony (1. Oktober 2013–2021)[24][25]
- Barbara Leufgen (seit 15. Februar 2022)[26]

## Liste der Rektoren des Jugendhauses Hardehausen
- Augustinus Reineke († 2001) (1945–1948)
- Ludwig Jüngst († 1991) (1948–1949)
- Johannes Knauer († 1967) (1949–1967)
- Klaus Dröge (1967–1969)
- Felix Hoppe († 2013)(1970–1982)
- Wilhelm Pohlmann (1982–1986)
- Ullrich Auffenberg (1986–1992)
- Meinolf Wacker (1992–2008)
- Stephan Schröder (2008–2021)
- Benedikt Hebbecker (seit 2022)[27]

## Oberinnen des Vincentinerinnen-Konvents im Jugendhaus Hardehausen
- 1945–1949 Sr. Anastasia Sasse († 1963)
- 1950–1956 Sr. Heriberta Klein († 1996)
- 1956–1962 Sr. Adelgundis Glöckeler († 1978)
- 1962–1969 Sr. Sigwaldis Klöckener († 1995)
- 1969–1971 Sr. Patricia Peine
- 1971–1973 Sr. Engelberta Hubbert († 2009)
- 1973–1992 Sr. Eremberta Eckel († 2000)
- 1992–2005 Sr. Edilburgis Jäger († 2006)